# Jesús Puras
Jesús Puras Vidal de la Peña (né le 16 mars 1963 à Santander), surnommé Chus Puras, est un pilote de rallye espagnol ayant participé au Championnat du monde des rallyes de 1991 à 2002.

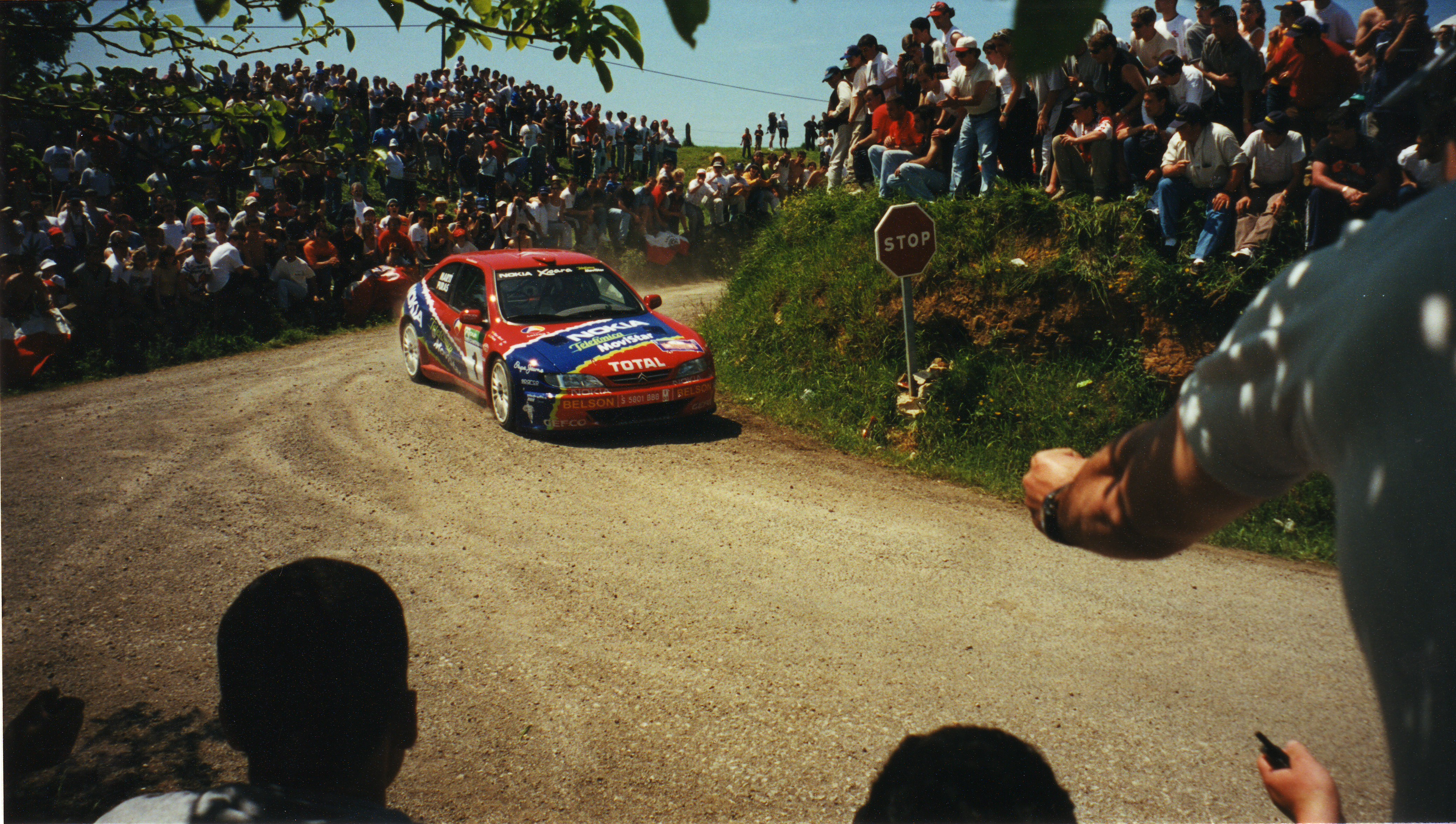
Jesús Puras au rallye de Cantabrie encore, un an plus tard.

## Carrière

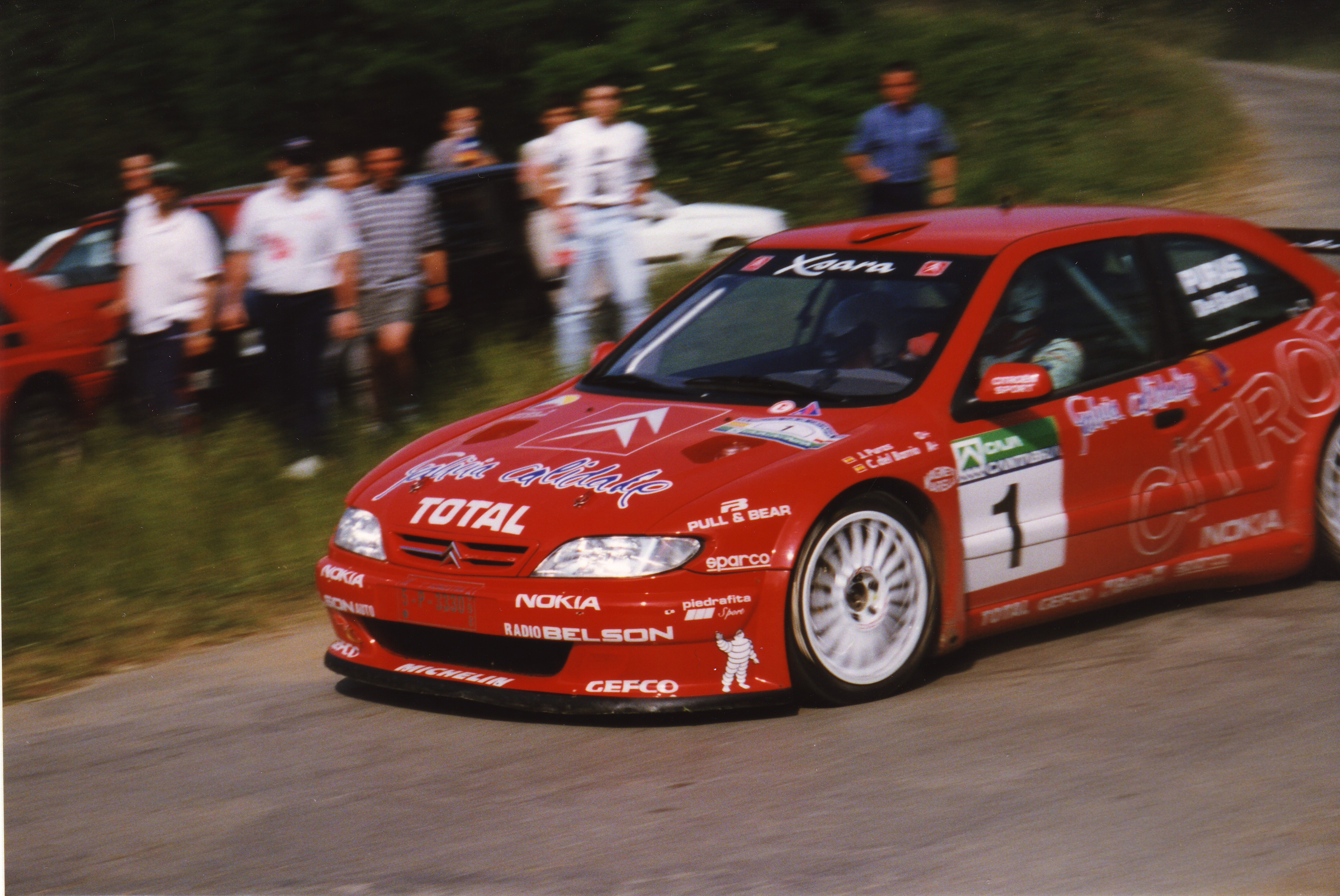
Puras conduisant une Citroën Xsara Kit Car au Rallye de Cantabrie 1998.

Puras a débuté en 1982 et a remporté le championnat d'Espagne de rallye huit fois; en 1990 et 1992 avec une Lancia Delta Intégrale 16V, en 1995 et 1997 avec une Citroën ZX 16S, de 1998 à 2000 avec une Citroën Xsara Kit Car et en 2002 avec une Citroën Xsara WRC. Avec la Ford Escort RS Cosworth, il remporte le championnat FIA Groupe N en 1994 (maintenant le Championnat du monde des rallyes des voitures de production).
Avec son équipier Philippe Bugalski, il est choisi par Citroën Sport pour prendre part en partie au Championnat du monde des rallyes 1999 avec la Citroën Xsara Kit Car. Il remporte sa seule victoire en WRC au Tour de Corse avec Marc Martí (devenu ensuite le copilote de Carlos Sainz et Dani Sordo).
Il quitte Citroën Sport et le WRC en 2002, après avoir terminé 6e de son dernier rallye, le Rallye Sanremo 2002.

## Victoire en WRC
| # | Saison | Rallye            | Pays   | Copilote   | Voiture           |
| - | ------ | ----------------- | ------ | ---------- | ----------------- |
| 1 | 2001   | 45e Tour de Corse | France | Marc Martí | Citroën Xsara WRC |

## Titres
Octuple champion d'Espagne des rallyes:
| Année | Titre                                                                             | Voiture                                |
| ----- | --------------------------------------------------------------------------------- | -------------------------------------- |
| 1982  | 2e du championnat de Cantabrie                                                    | Renault 5 Ts 100 CV (team Mazda)       |
| 1986  | Coupe d'Espagne des rallyes                                                       | Renault 5 Turbo Gr. B 200 CV           |
| 1988  | Champion d'Espagne des rallyes en Groupe N                                        | Ford Sierra RS Cosworth                |
| 1989  | Vice-champion d'Espagne des rallyes                                               | Ford Sierra RS Cosworth                |
| 1990  | Champion d'Espagne des rallyes                                                    | Lancia Delta HF Integrale 16v          |
| 1992  | Champion d'Espagne des rallyes                                                    | Lancia Delta HF Integrale 16v          |
| 1994  | Champion du monde des rallyes, catégorie voitures de production (PWRC - Groupe N) | Ford Escort RS Cosworth                |
| 1995  | Champion d'Espagne des rallyes                                                    | Citroën ZX 16v                         |
| 1996  | Champion du monde en catégorie F2                                                 | Seat Ibiza Kit Car                     |
| 1997  | Champion d'Espagne des rallyes                                                    | Citroën ZX 16v Kit Car                 |
| 1998  | Champion d'Espagne des rallyes                                                    | Citroën Xsara Kit Car                  |
| 1999  | Champion d'Espagne des rallyes                                                    | Citroën Xsara Kit Car                  |
| 2000  | Champion d'Espagne des rallyes                                                    | Citroën Xsara Kit Car                  |
| 2001  | Vice-champion d'Espagne des rallyes                                               | Citroen Xsara WRC / Toyota Corolla WRC |
| 2002  | Champion d'Espagne des rallyes                                                    | Citroën Xsara WRC                      |

## 3 victoires en P-WRC (FIA Groupe N)
- 1994: Rallye du Portugal;
- 1994: Tour de Corse;
  - 2e du rallye Monte-Carlo en 1994.

## 9 victoires en championnat d'Europe des rallyes
- 1997, 1998, 1999 et 2000: Rallye Príncipe de Asturias;
- 1997, 1999 et 2000: Rallye El Corte Inglés;
- 1998: Rallye Villa de Adeje Tenerife;
- 2002: Rallye de Canarias.

## 25 victoires en championnat d'Espagne des rallyes
- 1989, 1990, 1993, 1995, 1997, 1998, 1999, 2000 et 2002: Rallye de Cantabrie;
- 1989, 1992, 1993, 1997, 1998, 1999, 2000 et 2002: Rallye de Ourense;
- 1995, 1998, 1999, 2000, et 2002: Rally de Avilés;
- 2000 et 2001: Rally La Vila Joiosa;
- 1999: Rally Islas Canarias-El Corte Inglés.

## Autres
Résultats au Rallye Dakar
- 2018 : Abandon à la 7e étape sur moto KTM[2]
- 2020 : 6e en catégorie SSV sur Can-Am (copilote Xavier Blanco)[3]